# 隐藏平胸蛛
隐藏平胸蛛（學名：Toschia celans）是皿蛛科微蛛亚科平胸蛛属的一個物種。
本物種見於中华人民共和国山东省平原县，棲息於朽木、樹皮間:202。
模式標本保存在中国的吉林省長春市白求恩医科大学生物教研室。

## 形態描述
本物種的形態與分佈與東非肯雅，屬同一屬的Toschia aberdarensis Holm, 1962非常相似，除了下列兩項分別：

## 外部連結
- 維基物種上的相關：隐藏平胸蛛